# Turnee WTA 500
Turneele WTA 500 reprezintă o categorie de turnee de tenis din circuitului profesional feminin, WTA Tour, care înlocuiește categoria Premier 700 existent în anii 2009 - 2020. Turneele WTA 500 includ evenimente cu premii în valoare de aproximativ 500.000 USD.  Câștigătoarele la simplu și dublu câștigă 470 de puncte pentru clasamentul WTA.
Aceasta se compară cu 2.000 de puncte pentru câștigarea unui turneu de Grand Slam („major”), până la 1.500 de puncte pentru câștigarea finalei WTA și 280 pentru câștigarea unui turneu WTA 250. Acest sistem diferă ușor de cel folosit pentru turneul ATP masculin, care are evenimente ATP 1000 care oferă 1000 de puncte pentru câștigător, ATP 500 cu 500 de puncte și ATP 250 cu 250 de puncte.

## Denumiri istorice
1990–2008

WTA Tier II
2009–2020

WTA Premier
2021–prezent

WTA 500

## Turnee WTA 500
| Turneu         | Denumire oficială                             | Oraș gazdă       | Țară                          | Suprafață | Loc desfășurare                                                         |
| -------------- | --------------------------------------------- | ---------------- | ----------------------------- | --------- | ----------------------------------------------------------------------- |
| Abu Dhabi      | Abu Dhabi Women’s Tennis Open                 | Abu Dhabi        | Emiratele Arabe Unite         | dură      | Centrul internațional de tenis Zayed Sports City                        |
| Brisbane       | Brisbane International                        | Brisbane         | Australia                     | dură      | Tennyson Tennis Centre                                                  |
| Adelaide       | Adelaide International                        | Adelaide         | Australia                     | dură      | Memorial Drive Tennis Centre                                            |
| St. Petersburg | St. Petersburg Ladies' Trophy                 | Sankt Petersburg | Rusia                         | dură      | Sibur Arena                                                             |
| Doha / Dubai * | Qatar Total Open / Dubai Tennis Championships | Doha / Dubai     | Qatar / Emiratele Arabe Unite | dură      | Complexul internațional de tenis Khalifa Centrul de tenis Aviation Club |
| Charleston     | Volvo Car Open                                | Charleston       | Statele Unite ale Americii    | zgură     | Centrul de tenis Family Circle                                          |
| Stuttgart      | Porsche Tennis Grand Prix                     | Stuttgart        | Germania                      | zgură     | Porsche Arena                                                           |
| Berlin         | German Open                                   | Berlin           | Germania                      | iarbă     | Tenis Club Rot-Weiss                                                    |
| Eastbourne     | Viking International                          | Eastbourne       | Regatul Unit                  | iarbă     | Devonshire Park Lawn Tennis Club                                        |
| San Jose       | Silicon Valley Classic                        | San Jose         | Statele Unite ale Americii    | dură      | San Jose State University                                               |
| Zhengzhou      | Zhengzhou Open                                | Zhengzhou        | China                         | dură      | Centrul de tenis Chengdu                                                |
| Tokyo          | Toray Pan Pacific Open                        | Tokyo            | Japonia                       | dură      | Ariake Coliseum                                                         |
| Moscova        | Kremlin Cup                                   | Moscova          | Rusia                         | dură      | Palatul de gheață Krylatskoye                                           |
| Ostrava        | Ostrava Open                                  | Ostrava          | Cehia                         | dură      | Ostravar Arena                                                          |
| Chicago        | Chicago Fall Tennis Classic                   | Chicago          | Statele Unite ale Americii    | dură      | XS Tennis Village                                                       |

* — Ambele turnee au loc anual, dar în fiecare sezon are doar unul dintre ele are statut WTA 1000, în timp ce celălalt devine WTA 500 (alternează în fiecare an).

## Repartizarea punctelor
Tabel cu punctele acordate jucătoarelor în turneele WTA 500 din 2024.
| WTA 500 (64/56/48D) | 500 | 325 | 195 | 108 | 60 | 32 | 1 | 25 | – | 13 | 1 |
| WTA 500 (32/30/28D) | 500 | 325 | 195 | 108 | 60 | 1  | – | 25 | – | 13 | 1 |
| WTA 500 (28D) | 500 | 325 | 195 | 108 | 60 | 1  | – | –  | – | –  | – |
| WTA 500 (16D) | 500 | 325 | 195 | 108 | 1  | –  | – | –  | – | –  | – |
| Q – câștigător al calificărilor, Q1–3 – 1. până la runda 3 de calificare, (xS/D) – „x“ numărul de jucători în competiția de simplu/dublu |     |     |     |     |    |    |   |    |   |    |   |

Tabelul cu punctele acordate jucătoarelor la turneele WTA 500 din 2021–2023.
| WTA 500 (64/56S) | 470 | 305 | 185 | 100 | 55 | 30  | 1   | 25  | N/A | 13  | 1 |
| WTA 500 (32/30/28S) | 470 | 305 | 185 | 100 | 55 | 1   | N/A | 25  | 18  | 13  | 1 |
| WTA 500 (28D) | 470 | 305 | 185 | 100 | 55 | 1   | N/A | N/A | N/A | N/A | – |
| WTA 500 (16D) | 470 | 305 | 185 | 100 | 1  | N/A | N/A | N/A | N/A | N/A | – |
| Q – câștigător al calificărilor, Q1–3 – 1. până la runda 3 de calificare, (xS/D) – „x“ numărul de jucători în competiția de simplu/dublu |     |     |     |     |    |     |     |     |     |     |   |

## Lista câștigătorilor

### 2023
| Turneu           | Câștigător                            | Finalist                                | Scor                   |
| ---------------- | ------------------------------------- | --------------------------------------- | ---------------------- |
| WTA 500          |                                       |                                         |                        |
| Adelaide         | Arina Sabalenka                       | Linda Nosková                           | 6–3, 7–6(7–4)          |
| Adelaide         | Asia Muhammad Taylor Townsend         | Storm Hunter Kateřina Siniaková         | 6–2, 7–6(7–2)          |
| Adelaide         | Belinda Bencic                        | Daria Kasatkina                         | 6–0, 6–2               |
| Adelaide         | Luisa Stefani Taylor Townsend         | Anastasia Pavliucenkova Elena Rîbakina  | 7–5, 7–6(7–3)          |
| Abu Dhabi        | Belinda Bencic                        | Liudmila Samsonova                      | 1–6, 7–6(10–8), 6–4    |
| Abu Dhabi        | Luisa Stefani Zhang Shuai             | Shuko Aoyama Chan Hao-ching             | 3–6, 6–2, [10–8]       |
| Doha             | Iga Świątek                           | Jessica Pegula                          | 6–3, 6–0               |
| Doha             | Coco Gauff Jessica Pegula             | Liudmila Kicenok Jeļena Ostapenko       | 6–4, 2–6, [10–7]       |
| Charleston       | Ons Jabeur                            | Belinda Bencic                          | 7–6(8–6), 6–4          |
| Charleston       | Danielle Collins Desirae Krawczyk     | Giuliana Olmos Ena Shibahara            | 0–6, 6–4, [14–12]      |
| Stuttgart        | Iga Świątek                           | Arina Sabalenka                         | 6–3, 6–4               |
| Stuttgart        | Desirae Krawczyk Demi Schuurs         | Nicole Melichar-Martinez Giuliana Olmos | 6–4, 6–1               |
| Berlín           | Petra Kvitová                         | Donna Vekić                             | 6–2, 7–6(8–6)          |
| Berlín           | Caroline Garcia Luisa Stefani         | Kateřina Siniaková Markéta Vondroušová  | 4–6, 7–6(10–8), [10–4] |
| Eastbourne       | Madison Keys                          | Daria Kasatkina                         | 6–2, 7–6(15–13)        |
| Eastbourne       | Desirae Krawczyk Demi Schuurs         | Nicole Melichar-Martinez Ellen Perez    | 6–2, 6–4               |
| Washington, D.C. | Coco Gauff                            | Maria Sakkari                           | 6–2, 6–3               |
| Washington, D.C. | Laura Siegemund Vera Zvonareva        | Alexa Guarachi Monica Niculescu         | 6–4, 6–4               |
| San Diego        | Barbora Krejčíková                    | Sofia Kenin                             | 6–4, 2–6, 6–4          |
| San Diego        | Barbora Krejčíková Kateřina Siniaková | Danielle Collins CoCo Vandeweghe        | 6–1, 6–4               |
| Tokyo            | Veronika Kudermetova                  | Jessica Pegula                          | 7–5, 6–1               |
| Tokyo            | Ulrikke Eikeri Ingrid Neel            | Eri Hozumi Makoto Ninomiya              | 3–6, 7–5, [10–5]       |
| Zhengzhou        | Zheng Qinwen                          | Barbora Krejčíková                      | 2–6, 6–2, 6–4          |
| Zhengzhou        | Gabriela Dabrowski Erin Routliffe     | Shuko Aoyama Ena Shibahara              | 6–2, 6–4               |

### 2024
| Turneu           | Campioană                           | Finalistă                            | Scor             |
| ---------------- | ----------------------------------- | ------------------------------------ | ---------------- |
| WTA 500          |                                     |                                      |                  |
| Brisbane         | Elena Rîbakina                      | Arina Sabalenka                      | 6–0, 6–3         |
| Brisbane         | Liudmila Kicenok Jeļena Ostapenko   | Greet Minnen Heather Watson          | 7–5, 6–2         |
| Adelaide         | Jeļena Ostapenko                    | Daria Kasatkina                      | 6–3, 6–2         |
| Adelaide         | Beatriz Haddad Maia Taylor Townsend | Caroline Garcia Kristina Mladenovic  | 7–5, 6–3         |
| Linz             | Jeļena Ostapenko                    | Ekaterina Alexandrova                | 6–2, 6–3         |
| Linz             | Sara Errani Jasmine Paolini         | Nicole Melichar-Martinez Ellen Perez | 7–5, 4–6, [10–7] |
| Abu Dhabi        | Elena Rîbakina                      | Daria Kasatkina                      | 6–1, 6–4         |
| Abu Dhabi        | Sofia Kenin Bethanie Mattek-Sands   | Linda Nosková Heather Watson         | 6–4, 7–6(7–4)    |
| San Diego        |                                     |                                      |                  |
| ·                | ·                                   |                                      |                  |
| Charleston       |                                     |                                      |                  |
| ·                | ·                                   |                                      |                  |
| Stuttgart        |                                     |                                      |                  |
| ·                | ·                                   |                                      |                  |
| Strasbourg       |                                     |                                      |                  |
| ·                | ·                                   |                                      |                  |
| Berlin           |                                     |                                      |                  |
| ·                | ·                                   |                                      |                  |
| Eastbourne       |                                     |                                      |                  |
| ·                | ·                                   |                                      |                  |
| Washington, D.C. |                                     |                                      |                  |
| ·                | ·                                   |                                      |                  |
| Monterrey        |                                     |                                      |                  |
| ·                | ·                                   |                                      |                  |
| Guadalajara      |                                     |                                      |                  |
| ·                | ·                                   |                                      |                  |
| Seul             |                                     |                                      |                  |
| ·                | ·                                   |                                      |                  |
| Zhengzhou        |                                     |                                      |                  |
| ·                | ·                                   |                                      |                  |
| Tokyo            |                                     |                                      |                  |
| ·                | ·                                   |                                      |                  |

## Statistici

### Cele mai multe titluri
Caracterele îngroșate desemnează jucătorii activi
| Poz. | Jucătoare           | Nr. titluri |
| ---- | ------------------- | ----------- |
| 1    | Lindsay Davenport   | 26          |
| 1    | Steffi Graf         | 26          |
| 3    | / Monica Seles      | 22          |
| 4    | Kim Clijsters       | 18          |
| 4    | Justine Henin       | 18          |
| 4    | Serena Williams     | 18          |
| 4    | Venus Williams      | 18          |
| 8    | Martina Hingis      | 16          |
| 9    | Amélie Mauresmo     | 15          |
| 9    | Martina Navratilova | 15          |